# 892 TCN
892 TCN là một năm trong lịch La Mã.